# Helichrysum mannii
Espèce
Statut de conservation UICN

 NT  : Quasi menacé
Helichrysum mannii Hook.f. est une espèce de plantes à fleurs de la famille des Asteraceae et du genre Helichrysum, présente en Afrique tropicale.

## Étymologie
Son épithète spécifique mannii rend hommage au botaniste allemand Gustav Mann, qui  collecta plusieurs spécimens.

## Description
C'est une herbe robuste, d'une hauteur comprise entre 30 et 60 cm.

## Habitat
Assez proche de Helichrysum cameroonense, on la trouve cependant à des altitudes un peu plus élevées, entre 2 400 et 4 000 m, dans des zones de transition entre forêt et prairie montagnardes.

## Distribution
Subendémique du Cameroun, relativement rare, elle a été récoltée à de nombreuses reprises sur le mont Cameroun, également en Guinée équatoriale sur l'île de Bioko.